# Hôpital privé des Peupliers
Longtemps dénommé hôpital de la Croix-Rouge, l'hôpital privé des Peupliers est situé 8 place de l'Abbé-Georges-Hénocque à Paris, 13e arrondissement.

## Historique
Mademoiselle Génin avait ouvert, au
no 6 rue Paturle, un petit dispensaire consacré aux indigents. Devant les difficultés financière, la SSBM apporte son soutien, dès 1899, et transfère l’établissement rue de Vanves. En 1906, un terrain est acheté rue des Peupliers. 
L’hôpital est fondé en 1908 par Marie Génin (° 5 avril 1859 - † 8 avril 1947), en tant qu'hôpital-école des infirmières de la Société de secours aux blessés militaires (SSBM), devenue par la suite Croix-Rouge française. 
Il est acheté en 2006 par le groupe Générale de Santé.

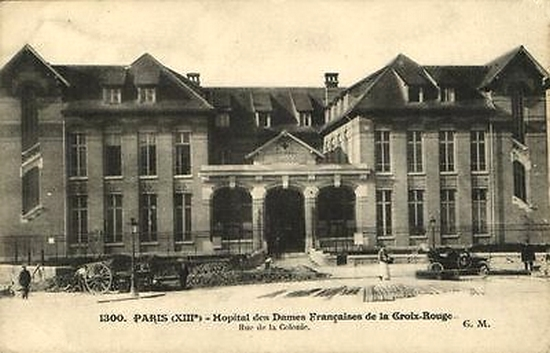
Le premier bâtiment, hôpital des Dames françaises de la Croix-Rouge, rue de la Colonie, construits en 1895 par Hector Degeorge.
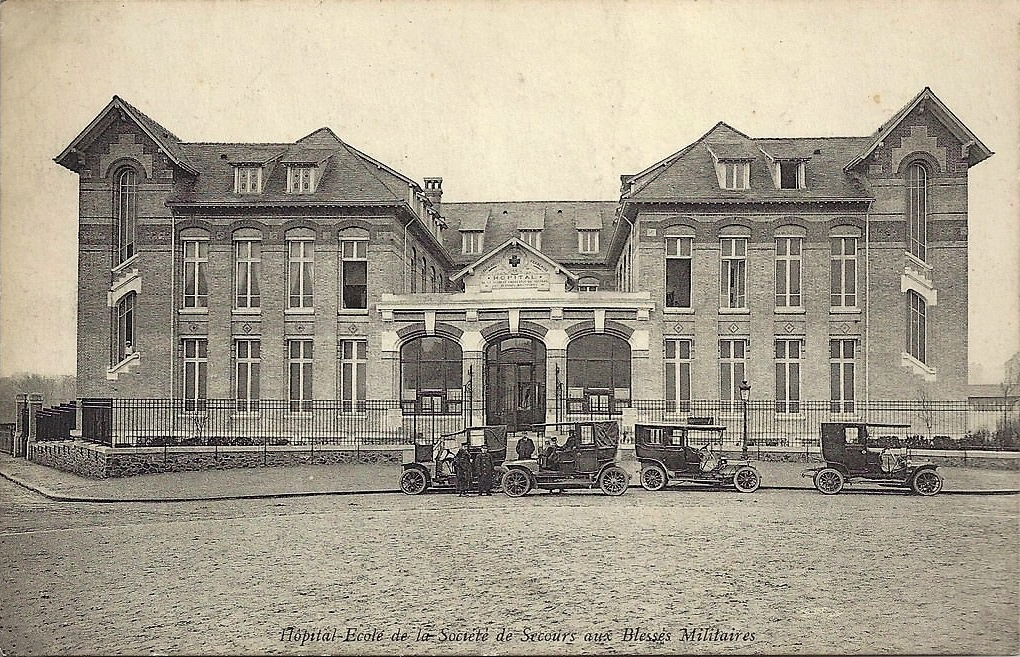
Hôpital-école de secours aux blessés militaire, place des peupliers, aujourd'hui place de l'Abbé-Georges-Hénocque
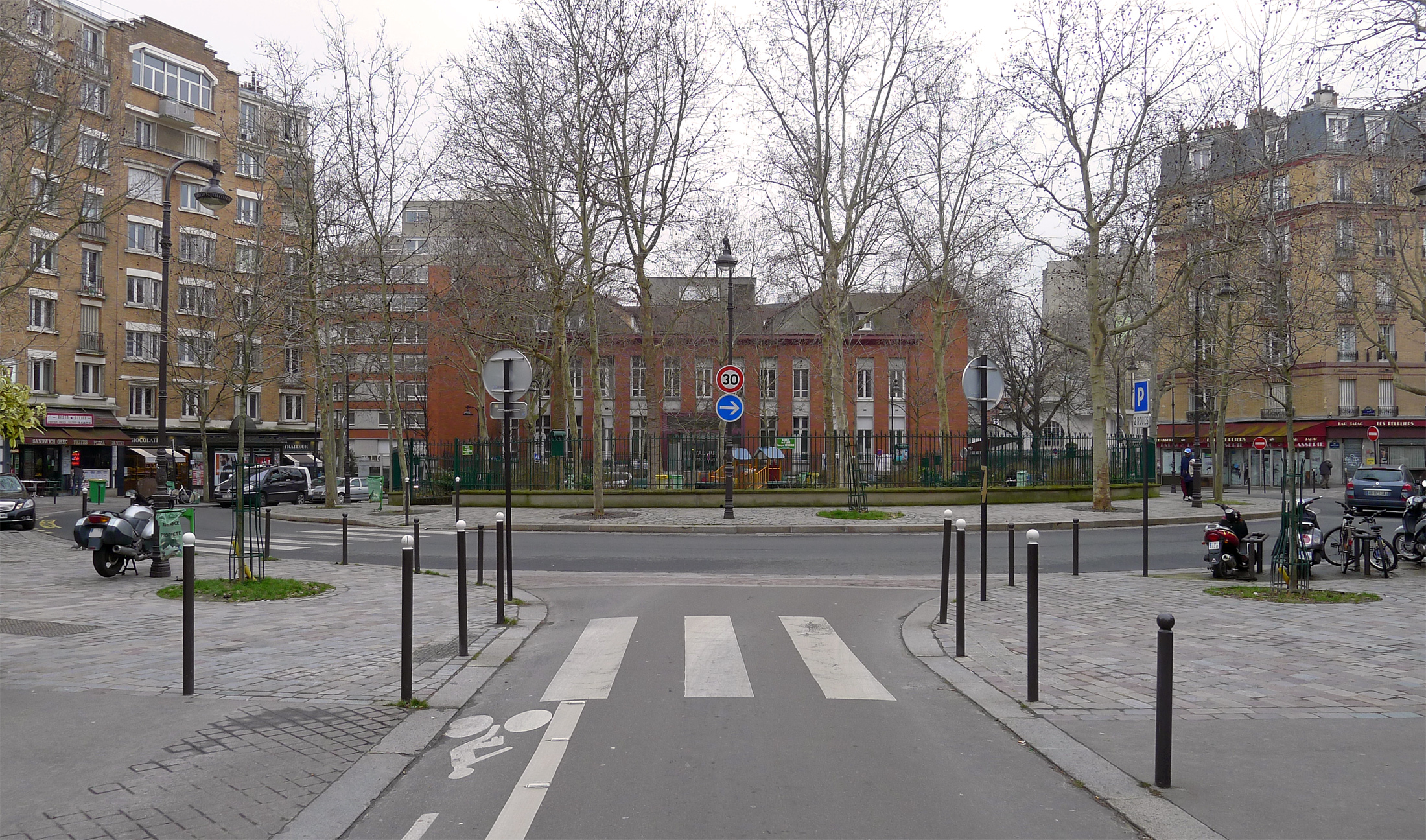
Au fond, l'hôpital actuel, on devine, après transformation, l'ancienne structure du bâtiment.